# Letni Puchar Kontynentalny kobiet w skokach narciarskich 2012
Letni Puchar Kontynentalny kobiet w skokach narciarskich 2012 – 5. edycja letniego Pucharu Kontynentalnego kobiet. Cykl składał się z 2 konkursów na skoczni Lysgårdsbakken w Lillehammer rozegranych w dniach 8–9 września 2012.

## Zwycięzcy

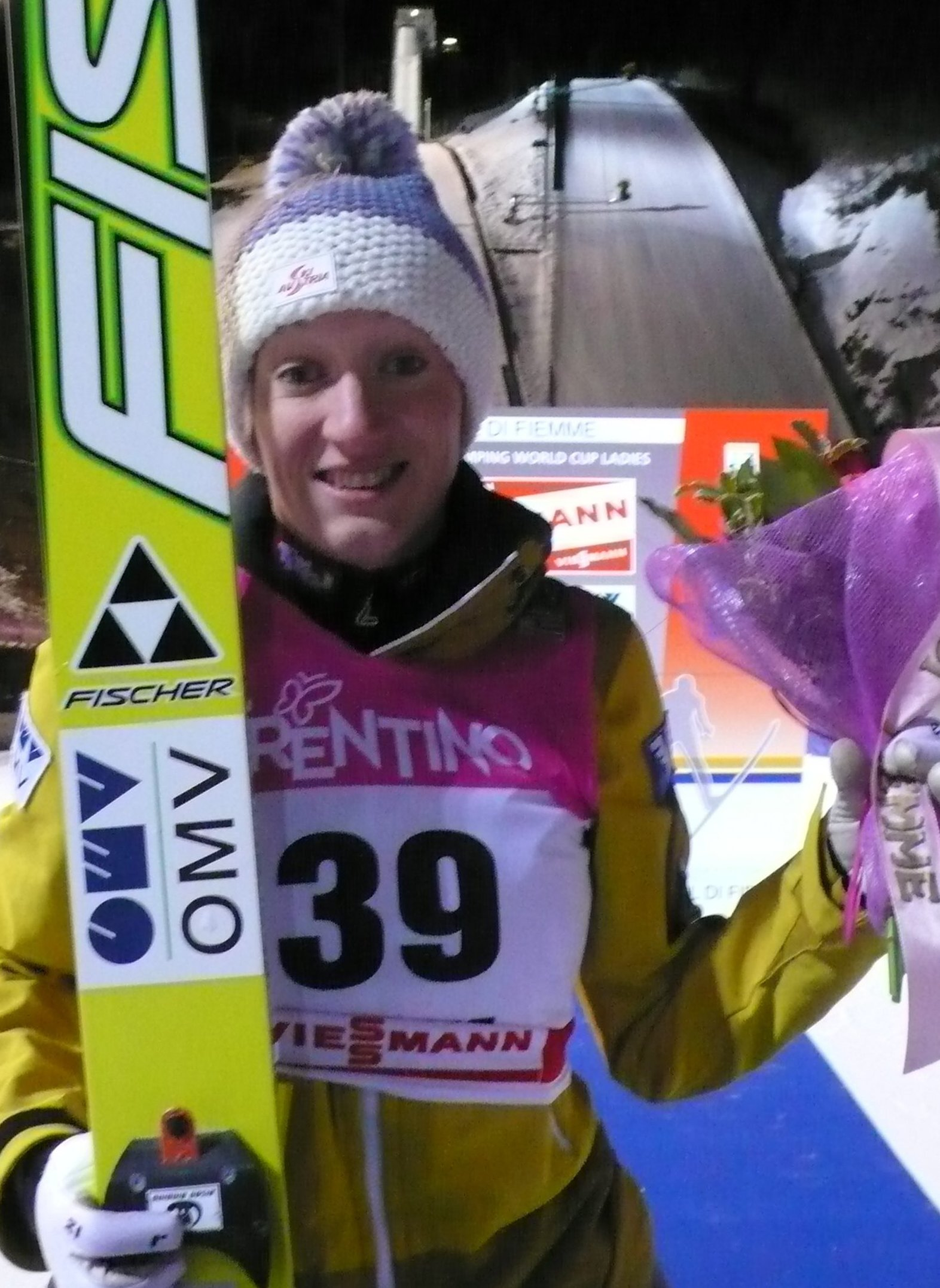
Daniela Iraschko – zwyciężczyni klasyfikacji generalnej
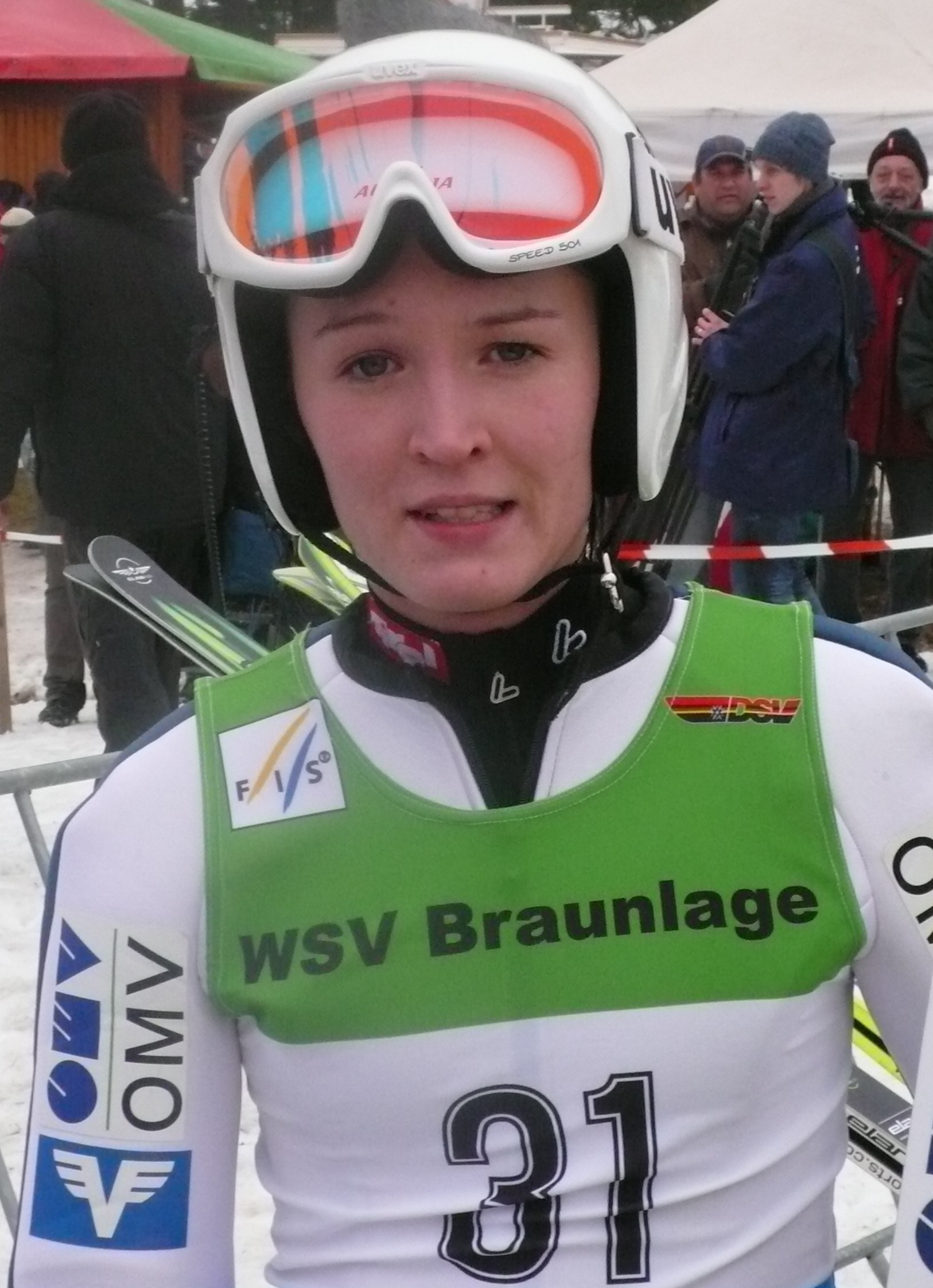
Jacqueline Seifriedsberger – zwyciężczyni klasyfikacji generalnej

## Kalendarz i wyniki
| Lp.                                                                                  | Data                                                                                 | Miejscowość                                                                          | HS                                                                                   | Uwagi                                                                                | 1. miejsce                                  | 2. miejsce                 | 3. miejsce     |
| ------------------------------------------------------------------------------------ | ------------------------------------------------------------------------------------ | ------------------------------------------------------------------------------------ | ------------------------------------------------------------------------------------ | ------------------------------------------------------------------------------------ | ------------------------------------------- | -------------------------- | -------------- |
| 1.                                                                                   | 8 września 2012                                                                      | Lillehammer                                                                          | HS-100                                                                               | –                                                                                    | Daniela Iraschko                            | Jacqueline Seifriedsberger | Julia Kykkänen |
| 2.                                                                                   | 9 września 2012                                                                      | Lillehammer                                                                          | HS-100                                                                               | –                                                                                    | Jacqueline Seifriedsberger                  | Daniela Iraschko           | Anja Tepeš     |
| Letni Puchar Kontynentalny kobiet w skokach narciarskich 2012 – klasyfikacja końcowa | Letni Puchar Kontynentalny kobiet w skokach narciarskich 2012 – klasyfikacja końcowa | Letni Puchar Kontynentalny kobiet w skokach narciarskich 2012 – klasyfikacja końcowa | Letni Puchar Kontynentalny kobiet w skokach narciarskich 2012 – klasyfikacja końcowa | Letni Puchar Kontynentalny kobiet w skokach narciarskich 2012 – klasyfikacja końcowa | Daniela Iraschko Jacqueline Seifriedsberger | –                          | Anja Tepeš     |

## Statystyki indywidualne
| Zawodniczka | Lillehammer 8.09 | Lillehammer 9.09 |
| Austria | Austria          | Austria          |
| --- | ---------------- | ---------------- |
| Chiara Hölzl | 16               | 25               |
| Daniela Iraschko | 1                | 2                |
| Katharina Keil | 22               | 16               |
| Cornelia Roider | 12               | 24               |
| Sonja Schoitsch | 15               | 18               |
| Jacqueline Seifriedsberger | 2                | 1                |
| Czechy |                  |                  |
| Barbora Blažková | 30               | 34               |
| Karolína Indráčková | 32               | 38               |
| Finlandia |                  |                  |
| Noora Heikkinen | 28               | 29               |
| Julia Kykkänen | 3                | 12               |
| Jenny Rautionaho | 24               | dsq              |
| Holandia |                  |                  |
| Wendy Vuik | 18               | 14               |
| Japonia |                  |                  |
| Yurika Hirayama | 25               | 17               |
| Haruka Iwasa | 33               | 35               |
| Yoshiko Kasai | dns              | –                |
| Seiko Koasa | 23               | 22               |
| Aki Matsuhashi | 19               | 26               |
| Natsuka Sawaya | 35               | 32               |
| Misaki Shigeno | 27               | 30               |
| Ayuka Takeda | 26               | 33               |
| Ayumi Watase | dns              | –                |
| Yurina Yamada | dns              | –                |
| Kanada |                  |                  |
| Taylor Henrich | 10               | 13               |
| Alexandra Pretorius | 8                | 6                |
| Atsuko Tanaka | 9                | 5                |
| Norwegia |                  |                  |
| Gyda Enger | 34               | 27               |
| Jenny Synnøve Hagemoen | 36               | 31               |
| Line Jahr | 17               | 20               |
| Maren Lundby | 14               | 19               |
| Marte Pauline Skinnes | 37               | 37               |
| Rumunia |                  |                  |
| Daniela Haralambie | 29               | 28               |
| Słowenia |                  |                  |
| Urša Bogataj | 21               | 15               |
| Eva Logar | 5                | 9                |
| Katja Požun | dsq              | 4                |
| Anja Tepeš | 6                | 3                |
| Maja Vtič | 13               | 11               |
| Szwajcaria |                  |                  |
| Bigna Windmüller | 4                | 10               |
| Szwecja |                  |                  |
| Elina Knutsson | 38               | 36               |
| Włochy |                  |                  |
| Roberta D’Agostina | 31               | 22               |
| Lisa Demetz | 20               | 21               |
| Evelyn Insam | 7                | 8                |
| Elena Runggaldier | 10               | 7                |
| Legenda |                  |                  |
| 1-3 4-30 poniżej 30 dns – Zawodniczka zgłoszona nie wystartowała w konkursie dsq – Zawodniczka zdyskwalifikowana w konkursie - – Zawodniczka nie zgłoszona do konkursu |                  |                  |

## Klasyfikacja generalna
| Źródło  | Źródło                     | Źródło  | Źródło |
| Miejsce | Zawodniczka                | Występy | Punkty |
| ------- | -------------------------- | ------- | ------ |
| 1.      | Jacqueline Seifriedsberger | 2       | 180    |
| 1.      | Daniela Iraschko           | 2       | 180    |
| 3.      | Anja Tepeš                 | 2       | 100    |
| 4.      | Julia Kykkänen             | 2       | 82     |
| 5.      | Bigna Windmüller           | 2       | 76     |
| 6.      | Atsuko Tanaka              | 2       | 74     |
| 6.      | Eva Logar                  | 2       | 74     |
| 8.      | Alexandra Pretorius        | 2       | 72     |
| 9.      | Evelyn Insam               | 2       | 68     |
| 10.     | Elena Runggaldier          | 2       | 62     |
| 11.     | Katja Požun                | 1       | 50     |
| 12.     | Taylor Henrich             | 2       | 46     |
| 13.     | Maja Vtič                  | 2       | 44     |
| 14.     | Wendy Vuik                 | 2       | 31     |
| 15.     | Maren Lundby               | 2       | 30     |
| 16.     | Sonja Schoitsch            | 2       | 29     |
| 16.     | Cornelia Roider            | 2       | 29     |
| 18.     | Urša Bogataj               | 2       | 26     |
| 19.     | Line Jahr                  | 2       | 25     |
| 20.     | Katharina Keil             | 2       | 24     |
| 21.     | Lisa Demetz                | 2       | 21     |
| 21.     | Chiara Hölzl               | 2       | 21     |
| 23.     | Yurika Hirayama            | 2       | 20     |
| 24.     | Aki Matsuhashi             | 2       | 17     |
| 24.     | Seiko Koasa                | 2       | 17     |
| 26.     | Roberta D’Agostina         | 2       | 9      |
| 27.     | Jenny Rautionaho           | 1       | 7      |
| 28.     | Daniela Haralambie         | 2       | 5      |
| 28.     | Noora Heikkinen            | 2       | 5      |
| 28.     | Misaki Shigeno             | 2       | 5      |
| 28.     | Ayuka Takeda               | 2       | 5      |
| 32.     | Gyda Enger                 | 2       | 4      |
| 33.     | Barbora Blažková           | 2       | 1      |